# Manbuta pygmalion
Manbuta pygmalion là một loài bướm đêm trong họ Erebidae.